# William Livingston

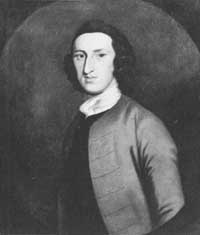
William Livingston

William Livingston, född 30 november 1723 död 25 juli 1790, var guvernör i New Jersey 1776–1790 under amerikanska revolutionskriget och var en av dem som skrev under USA:s konstitution.

## Tidigt liv och karriär
Livingston var son till Philip Livingston och föddes i Albany, New York. Han tog examen från Yale University 1741 och studerade sedan juridik. Han blev medlem av advokatsamfundet 1748 och började praktisera i New York. Han flyttade till Elizabethtown, dagens Elizabeth, New Jersey, 1772, där han lät bygga ett stort, lantligt hem till sin växande familj. Huset kallas Liberty Hall och står kvar än i dag. Hans dotter Sarah gifte sig i Liberty Hall i april 1774 med en ung jurist från New York, John Jay.
Livingston var ledamot av Kontinentala kongressen från juli 1774 till juni 1776. I oktober 1775 blev han utnämnd till brigadgeneral av New Jerseys milis. Han tjänstgjorde som sådan till augusti 1776, då han valdes till guvernör av New Jersey. Han satt kvar på denna post till sin död 1790. Under långa perioder mellan 1776 och 1779 bodde hans familj i Parsippany för sin säkerhets skull. Liberty Hall besöktes ofta av brittiska militärer, eftersom en stor belöning var utlyst till den som skulle kunna fånga Livingston. Familjen återvände 1779 och började återuppbygga sitt plundrade hem.
Livingston var delegat till konstitutionskonventet i Philadelphia i Pennsylvania 1787 där USA:s konstitution skrevs, och blev därmed en av dem som skrev under konstitutionen.

## Familj
Livingston gifte sig med Susanna French 1742. De hade tretton barn. Hans dotter Sarah gifte sig i Liberty Hall i april 1774 med en ung jurist från New York, John Jay. Hans dotter Susannah gifte sig med John Cleves Symmes 1780 och blev styvmor till President William Henry Harrisons hustru.
Han avled i Elizabeth, New Jersey. Han begravdes i Trinity Church i New York, men hans kvarlevor flyttades till Green-Wood Cemetery i Brooklyn 1846. Eftersom han var den första revolutionsguvernören, omnämns han ofta som den förste guvernören i New Jersey.
Staden Livingston, New Jersey fick namn efter honom, liksom Governor Livingston High School i Berkeley Heights, New Jersey.